# 本體楊心高木流柔術
　正称は、本體楊心流髙木流捕手柔術である。略して本體楊心高木流柔術又は高木流柔術ともいう。第十六代継承者の高松壽嗣からは、本體髙木楊心流柔術とも略称するようになった。楊心の楊の字は元来木偏の楊で、後に手偏の揚の字も使われるようになった。しかし、木偏の楊が本来である。
　初代は高木折右衛門重俊である。折右衛門は、奥州白石城代片倉小十郎の家臣で、父稲富主膳より長刀を、太田次郎右衛門・柳生市之進から柳生流剣法を、武藤段右衛門から槍術を、上田吉之丞から馬術を、越中立山禅定の天狗山伏より神法を、山鹿逍遙軒から軍学兵法を、村岡丘部から火砲術を、村岡重左衛門から鎖鎌術を、工藤權八郎から十手術を学んだ。二代高木馬之輔重貞（右馬之輔ともいう）は、十八歳にして折右衛門より奥儀を授かり、奥州二本松城主丹波若狭守の家臣となった。馬之輔は、岬山六の山中に千日祈願（一説に百日）し、満願の夜に白髪の老人より秘奥を授けられ、陰陽原術壹法の極意と必勝の楊心の極意とを大悟し、楊心流捕手柔術を起こした。よって、当流は、馬之輔開祖の楊心流柔術と、折右衛門の伝の高木流との合体流派である。
　後に九鬼神流棒術の大國鬼平重信が髙木流四代目を継承したため、髙木流柔術の代々の宗家は本體楊心髙木流柔術と九鬼神流棒術とを同時相伝されるのが正式となった。従って、髙木流柔術の巻物には代系は記すが、九鬼神流棒術の巻物にはその代系を記さないのが、伝来のしきたりである。
　十三代八木幾五郎は井上熊太郎清長・石谷武甥正次・藤田藤五郎久吉等に相伝した。石谷武甥は本名を卯十郎、俗名を武甥（たけま）とも竹松とも称した。石谷武甥は、一子石谷松太郎隆景・北村千代松正春・石田萬冶正則・川本直助重次等に相伝したが、松太郎系以外の伝系は絶えてしまった。
　十六代高松壽嗣翊翁は石谷伝と藤田伝（水田伝）を継承し、石谷伝の髙木流柔術と九鬼神流棒術を佐藤金兵衛清明に相伝し、平成元年十一月吉日に種村恒久匠刀が第十八代目を相承した。
　本體楊心髙木流柔術の技法目録としては、捕手基本型（表裏五十二手）・襟締型・體之型・調型・無刀捕型・大小捌型・潜型がある。そして、巻物の伝授形式としては、許之巻として目録之巻・中極意之巻・極意之巻・免許之巻（死穴生穴次第之図付き）・皆伝龍虎之巻があり、不伝の巻として、陽之巻・陰の巻・槓技之巻等々がある。
　九鬼神流棒術（髙木系）は、免許之巻および死穴生穴之図（殺活経大事）を以て皆伝とされる。
石谷伝の継承者代系については、次の通りである。
初　代-------高木折右衛門重俊
二　代-------高木馬之輔重貞
三　代-------高木源之進英重
四　代-------大國鬼平重信
五　代-------大國八九郎信俊
六　代-------大國太郎太夫忠信
七　代-------大國鬼兵衛良信
八　代-------大國與左衛門定良
九　代-------中山甚内定秀
十　代-------大國武右衛門英信
十一代-------中山嘉左衛門定賢　　　　
十二代-------大國鎌治英俊
十三代-------八木幾五郎久吉
十四代-------石谷武甥正次
十五代-------石谷松太郎隆景
十六代-------高松壽嗣翊翁
十七代-------佐藤金兵衛清明
十八代-------種村恒久匠刀

## 伝系図

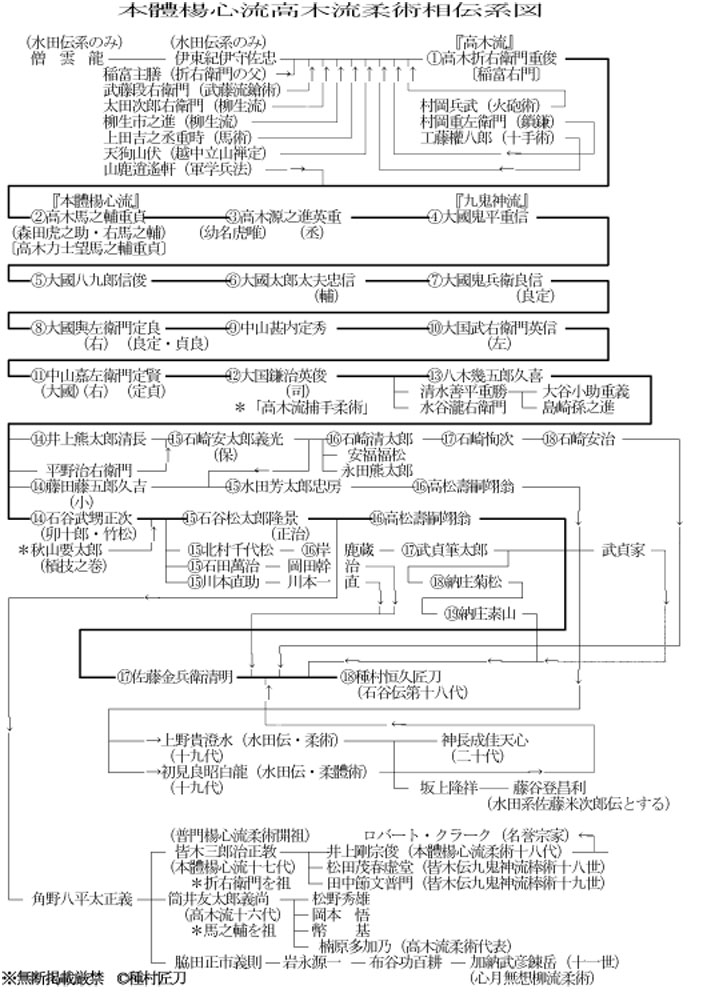

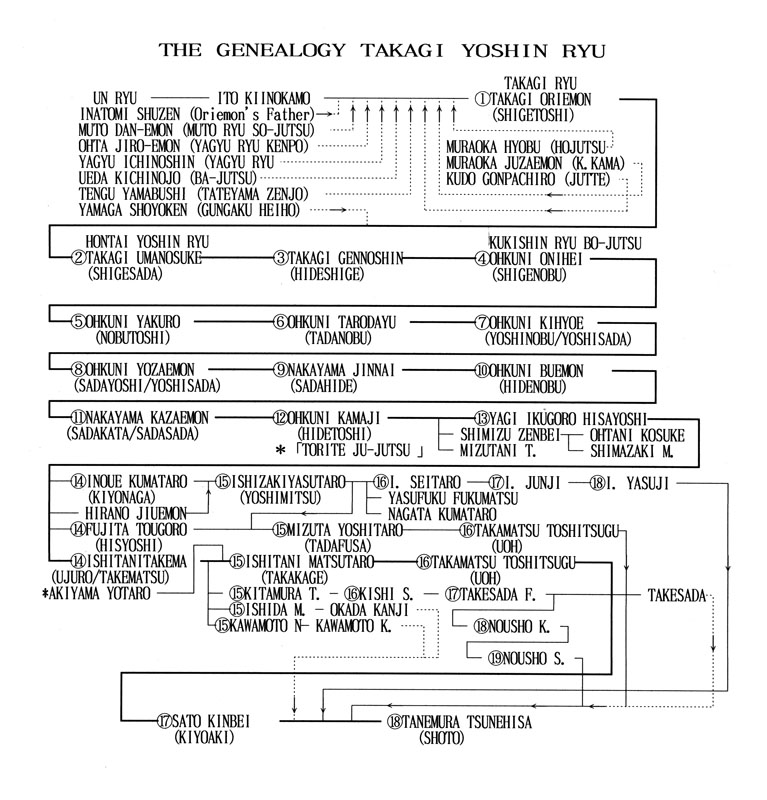